# أديب الدايخ
محمّد أديب الدّايخ (1 يناير 1938 - 13 أغسطس 2001) مشهور بـ «أديب الدّايخ»، هو منشد ومغني سوري.

## حياته ونشأته
ولد في حلب عام 1938 م. وأمضى معظم حياته في نشر التراث العربي في العديد من البلدان العربية والأجنبية ونال عدة أوسمة وألقاب منها «مطرب الملوك_ زرياب _ مطرب العاشقين_ سفير الطرب»
بدأ «أديب الدايخ» حياته الفنية باللون الصوفي الذي اقتبسه من والده القارئ الشيخ محمد الدايخ الذي كان مقرئاً ومرجعاً للقراء في مدينة حلب والذي بدوره علّمه أصول الكلام والحفظ والقراءات السبع للقرآن الكريم بالإضافة إلى المراتب والتلاوة وذلك وفقاً لتقاليد حلب ومصر وقت ذاك.
يقول أديب الدايخ عن تلك المرحلة:
«منذ الطفولة وأنا متعمق في القصائد الصوفية والغزلية وقد دعيت إلى إحياء حفلات القرآن على الرغم من صغر سني وضعف بنيتي آنذاك، فقد كانوا يضعون تحتي وسادتين حتى أبرز فوق المنصة وقد تمكنت من إبراز موهبتي إلى درجة اعتباري أعجوبة مدينة حلب»تزوج أديب الدايخ في مرحلة عمرية مبكّرة نزولاً عند رغبة والده.

## مسيرته
حفظ حوالي عشرة آلاف بيت من الشعر وهو بسن الخامسة عشرة وقد ضم هذه القصائد في مجموعة خاصة به سماها «الكنز الكبير» حيث ضمّت آلاف الشعراء من العصر الجاهلي والأموي والعباسي وحتّى العصر الحاضر، وقد اقام العديد من الحفلات في الأردن والمغرب والسعودية وتونس بالإضافة إلى بعض دول العالم مثل هولندا والسويد وإسبانيا وفرنسا التي لقي فيها كل الإعجاب عبر أدائه مع الفنان الفرنسي الشهير «جوليان وايز»، وقد كان الدايخ يشجع كل صوت جديد ويؤيد تجديد وتحديث الفن ولكن مع الحفاظ على أركانه وأسسه.
ومما غنّى:
ولا تحسبوا كل من ذاق الهوى عرف الهوى
ولا كل من شرب المدامَ نديمُ
ولا كل من طلب السعادة نالها
ولا كل من قرأ الكتاب فهيم
وغنّى أيضاً:
قالوا تسلى عن المحبوب قلت بمنْ
كيف التسلي وفي الأحشاء نيرانِ
إن التسلي حرام في مذاهبنا
فكيف أرضى بكفرٍ بعد إيمانِ
فشارب الخمر يصحو بعد سكرته
وشارب الحبِّ طول العمر سكرانِ
قال ابنه مهنّد أديب الدّايخ الذي تحدث عن والده قائلاً:
برز الفنان أديب الدّايخ في غناء القصيدة ذات المعاني السّامية وتعلّق بنغمة الحجاز، ويمتلك مساحة صوتية تغطي ثلاث أوكتافات، وكان  من الذين يستطيعون الانتقال من النغمة المرتفعة الحادة إلى المنخفضة وهذا نادر من نوعه كما عرف عنه انتقاله من مقام إلى آخر ببراعة.
في أواخر سبعينيات القرن الماضي صدح صوت أديب الدايخ من إذاعة مونت كارلو فأثار اهتماماً واسعاً في الوسط الفني اللبناني، جنب كتب الموسيقار وليد غلمية في جريدة السفير متسائلاً من هو صاحب هذا الصوت الذي صار صوته يصدح في كل محلات بيع التسجيلات في بيروت وتحول إلى ظاهرة فيها وبعد فترة كتب وليد غلمية بأن صاحب الصوت رجل اسمه أديب الدايخ من مدينة حلب.

## وفاته
وكانت آخر حفلة له في معرض دمشق الدولي حيث وافته المنية بعدها عن عمر يناهز الثلاثة والستين، فقد توفي إثر سكتة دماغية عام 2001.